# Disney in the Stars
Disney in the Stars est un spectacle de feux d'artifice donné le soir dans le parc Hong Kong Disneyland.

## Hong Kong Disneyland
Le spectacle est basé sur le célèbre Fantasy in the Sky, mais avec des musiques plus récentes comme "A Whole New World" d'Aladdin. Le spectacle a débuté le 12 septembre 2005, lors de la soirée inaugurale du parc. Du 16 septembre 2010 au 31 octobre 2010, Disney in the Stars a été remplacé par la version Halloween Disney's Nightmare in the Sky.
En 2015, pour célébrer le 10e anniversaire de Hong Kong Disneyland, du mapping vidéo a été ajouté sur le château. Le spectacle a régulièrement été mis à jour pour inclure de nouvelles scènes de films Disney dont des séquences sur La Reine des neiges, Blanche-Neige et les Sept Nains, Pinocchio, Peter Pan, La Petite Sirène, Aladdin, La Princesse et la Grenouille, Raiponce, Le Monde de Nemo, Cars, Rebelle et Vice-versa.
- Première représentation : 12 septembre 2005 (avec le parc)
- Dernière représentation : prévue pour le 1er janvier 2018
- Durée : 12 minutes environ